# Colegio Alemán de Santiago
Colegio Alemán de Santiago (alemán: Deutsche Schule Santiago) es una escuela privada alemana internacional en Santiago fundado en 1891 por alemanes étnicos de Chile. 
Desde séptimo básico hasta cuarto medio, así como la administración de la escuela están en la comuna de Las Condes, mientras que desde primero a sexto básico están en Vitacura. Las clases preescolares se imparten en el campus de Cerro Colorado en Las Condes.

## Historia
El 18 de octubre de 1890 fue fundado en una reunión de los miembros de la colonia alemana en Santiago. El objetivo era crear una escuela laica en alemán. La escuela comenzó a funcionar el 3 de marzo de 1891 con 89 estudiantes. Ha habido varias reubicaciones, los edificios actuales han sido utilizados por el DS desde 1988 y 1990, y el preescolar ha existido desde 2012.